# Neil Marshall
Neil Marshall (n. 25 mai 1970, Newcastle upon Tyne, Anglia, Regatul Unit) este un regizor de film, monteur și scenarist englez. Marshall și-a început cariera în montaj; filmul de groază Dog Soldiers din 2002 a fost debutul său regizoral, acesta a devenit un film idol. A urmat filmul de groază The Descent (Coborâre întunecată) în 2005. Marshall a mai regizat Doomsday (Sfârșitul lumii) în 2008 și a scris și regizat Centurion în 2010. De asemenea, a regizat două episoade proeminente ale serialului de televiziune american Urzeala tronurilor: „Blackwater” și „The Watchers on the Wall”, cu o recepție deosebită pentru regia sa în ambele ocazii, precum și o nominalizare la Premiul Primetime Emmy pentru o regie de excepție a unui serial dramatic pentru „The Watchers on the Wall”.